# Pierre Périvier
Pour les articles homonymes, voir Périvier.
Pierre Périvier est un homme politique français né le 29 avril 1893 à Pleumartin et mort le 17 août 1953 à Paris.
Propriétaire, il est conseiller municipal de Pleumartin et conseiller général du canton de Pleumartin de 1919 à 1925 et député de la Vienne de 1919 à 1924, inscrit au groupe de l'Entente républicaine démocratique. Son activité parlementaire est quasiment nulle.